# Niederländische Sprache
Die niederländische Sprache (niederländisch Nederlandse taal), kurz Niederländisch (Aussprache: Nederlandsⓘ), ist eine westgermanische Sprache, die weltweit von etwa 30 Millionen Menschen gesprochen wird und 25 Millionen Menschen als Muttersprache dient.
Ihr Sprachraum umfasst die Niederlande, Belgien, Suriname, Aruba, Sint Maarten und Curaçao. Außerdem ist sie eine Minderheitensprache in einigen europäischen Ländern, z. B. in Deutschland und Frankreich. Das gegenseitig verständliche und von 15 Millionen Menschen in Südafrika und Namibia gesprochene Afrikaans ist aus dem Niederländischen hervorgegangen. Niederländisch ist die am sechsthäufigsten gesprochene Amts- und Arbeitssprache der EU und eine der vier Amtssprachen der Union Südamerikanischer Nationen.
Die Rechtschreibung der Standardsprache, das Algemeen Nederlands, wird von der Nederlandse Taalunie festgelegt. Die Niederlandistik erforscht, dokumentiert und vermittelt die niederländische Sprache und Literatur in ihren historischen und gegenwärtigen Formen.

## Bezeichnungen der Sprache

### Theodiscus, Dietsc und Duutsc
Die Franken nannten ihre Sprache anfangs „frenkisk“ und die romanischen Sprachen wurden gemeinsam als *walhisk bezeichnet. Daneben gab es für den Gegensatz zwischen Latein und Volkssprache das Wort *þeudisk, das aber vom Anfang (786) bis zum Jahr 1000 nur in der mittellateinischen Form „theodiscus“ überliefert wurde. Trotz seiner späteren Verbreitung in lateinischen Texten im ganzen westgermanischen Sprachgebiet liegt der Ursprung dieses Wortes, wegen Ähnlichkeiten in der Lautform, mit großer Wahrscheinlichkeit im westfränkischen (bzw. altniederländischen) Gebiet des Fränkischen Reichs. Als im Verlauf des Frühmittelalters im zweisprachigen Westfrankenreich der politische und der sprachliche Begriff „fränkisch“ sich nicht mehr deckten, weil auch die romanischsprachige Bevölkerung sich als „fränkisch“ (vgl. französisch: français) bezeichnete, setzte sich hier das Wort *þeudisk für den sprachlichen Gegensatz zu *walhisk durch und es fand ein Bedeutungswandel statt, wobei die Bedeutung sich von „Volkssprache“ in „germanisch statt romanisch“ änderte.
Im frühen Mittelalter entstanden aus *þeudisk zwei Varianten der Eigenbezeichnung: „dietsc“ und „duutsc“. Obwohl „dietsc“ vor allem in alten Texten aus dem Süden und Südwesten der Niederlande überliefert wurde und die Verwendung von „duutsc“ sich im Nordwesten des niederländischen Sprachgebiets konzentrierte, war die Bedeutung gleich. In frühmittelalterlichen Texten galt „dietsc/duutsc“ noch vor allem als germanisches Antonym zu den verschiedenen romanischen Mundarten.
Im Hochmittelalter aber diente „Dietsc/Duutsc“ in zunehmendem Maße als Sammelbegriff für die germanischen Dialekte innerhalb der Niederlande. Hauptgrund war die regionale Ausrichtung der mittelalterlichen Gesellschaft, wobei, außer für die höchste Geistlichkeit und den höheren Adel, die Mobilität sehr beschränkt war. Deshalb entwickelte „Dietsc/Duutsc“ sich als Synonym der mittelniederländischen Sprache, obwohl auch die frühere Bedeutung (germanisch gegenüber romanisch) erhalten blieb. In der (veralteten) niederländischen Redewendung „Iemand iets diets maken“ („Jemandem etwas deutlich machen“, „Jemandem etwas auf klare Weise erklären“) ist ein Teil der ursprünglichen Bedeutung erhalten. Weil die Niederlande im Südwesten am dichtesten besiedelt waren und die mittelalterlichen Handelswege hauptsächlich übers Wasser liefen, hatte der durchschnittliche Niederländer des 15. Jahrhunderts, trotz der geografischen Nähe zu den benachbarten Mundarten, eine größere Chance, Französisch oder Englisch zu hören, als einen niederdeutschen oder hochdeutschen Dialekt des westgermanischen Kontinuums. Folglich hatten die niederländischen mittelalterlichen Autoren nur eine vage, generalisierte Ahnung von der linguistischen Verwandtschaft ihrer Sprache und den verschiedenen westgermanischen Dialekten. Stattdessen sahen sie ihre sprachliche Umgebung meistens in den Begriffen der kleinen Regiolekte.

### Niederländisch, Duytsch und Nederduytsch
Im 15. Jahrhundert wurde „Nederlandsch“ („Niederländisch“) zum ersten Mal bezeugt und entwickelte sich, neben der im Neuniederländischen inzwischen als „Duytsch“ geschriebenen Variante des früheren „dietsc/duutsc“, zur gängigen Eigenbezeichnung der niederländischen Sprache. Die Verwendung des Wortes „nieder“ als Beschreibung des Deltas und des niederen Verlaufs des Rheins ist vielfach in den historischen Aufzeichnungen vertreten. So wurde über den mythischen Siegfried den Drachentöter gesagt, er komme aus Xanten im „Niderlant“ (im niederen Land / „Niederland“), womit das Gebiet vom Niederrhein bis zur Flussmündung gemeint war. Im Altfranzösischen wurden die Bewohner der Niederlande als Avalois (vergleiche: „à vau-l’eau“ und „-ois“, etwa „stromabwärts-er“) bezeichnet und die Herzöge von Burgund nannten ihre niederländischen Besitzungen die pays d’embas (Französisch: „niedere Länder“) – eine Bezeichnung, die sich in der mittelfranzösischen und heutigen französischen Sprache als Pays Bas (Niederlande) widerspiegelt.
In der zweiten Hälfte des 16. Jahrhunderts entstand der Neologismus „Nederduytsch“, der in irreführender Weise die vorherigen Wörter „Duytsch“ und „Nederlandsch“ („Niederländisch“) in einem Substantiv kombinierte. Der Begriff wurde von vielen prominenten niederländischen Grammatikern jenes Jahrhunderts, wie Balthazar Huydecoper, Arnold Moonen und Jan ten Kate, bevorzugt. Hauptgründe dieser Vorliebe waren die Erhaltung des mittelniederländischen „Dietsc/Duutsc“ und der Einschluss der geografischen Bezeichnung „Nieder-“, womit man die niederländische gegenüber „Overlantsch“ („Oberländisch“) oder „Hooghduytsch“ („Hochdeutsch“) abgrenzte. Behauptet wurde auch, dass die niederländische Sprache mit dem Begriff „Nederduytsch“ an Ansehen gewinnen würde, da „Nederduytschland“ (Niederdeutschland), als damals übliche Übersetzung des lateinischen Germania Inferior galt und damit eine Hinwendung zum Prestige der Römer und der Antike sei. Obwohl der Begriff „Duytsch“ in sowohl „Nederduytsch“ als auch „Hooghduytsch“ verwendet wurde, ist damit nicht impliziert, dass die Niederländer ihre Sprache als besonders eng verwandt mit den hochdeutschen Dialekten Südwestdeutschlands sahen. Im Gegenteil, dieser neue terminologische Unterschied entstand, damit die eigene niederländische Sprache von weniger verständlichen Sprachen distanziert werden konnte. Im Jahr 1571 wurde die Verwendung von „Nederduytsch“ stark ausgeweitet, da die Synode von Emden sich für „Nederduytsch Hervormde Kerk“ als offiziellen Namen der Niederländisch-Reformierten Kirche entschied. Die entscheidenden Faktoren dieser Wahl waren esoterischer als bei den vorgenannten Grammatikern. So gab es unter den Theologen eine Präferenz für das Auslassen des irdischen Elements „-land(s)“ und es wurde bemerkt, dass die Wörter „neder-“ und „nederig-“ (für „demütig, einfach, bescheiden“) einander nicht nur phonologisch, sondern auch im Wortinhalt sehr nahe seien.

### Niederländisch als einzige Sprachbezeichnung

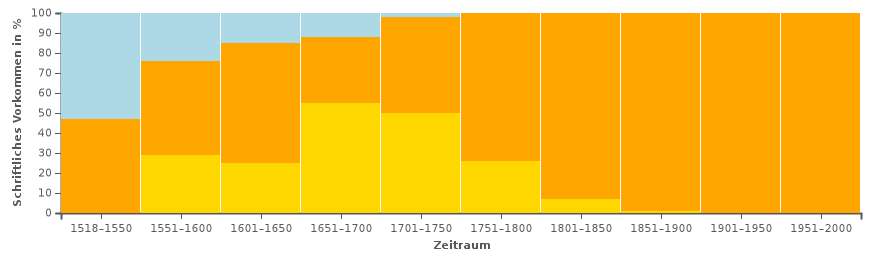
Diese Abbildung zeigt den Rückgang von Duytsch, den Aufstieg und Niedergang von Nederduytsch und die schließliche Vorherrschaft von Nederlands(ch) als Eigenbezeichnung der niederländischen Sprache:
Legende:
„Dietsc/Duutsc“ und historische Variante
„Nederduytsch“ und historische Variante (Erstbeleg 1551)
„Nederlands“ und historische Variante (Erstbeleg 1482)

Als die Niederländer ihre Sprache immer mehr als „Nederlandsch“ oder „Neder-duytsch“ bezeichneten, wurde der Begriff „Duytsch“ unklarer und mehrdeutiger. So fingen niederländische Humanisten an, „Duytsch“ in einer Bedeutung zu verwenden, für die heute die Bezeichnung „germanisch“ benutzt würde. Während der zweiten Hälfte des 16. Jahrhunderts wurde die Nomenklatur allmählich verfestigt, mit „Nederlandsch“ und „Nederduytsch“ als bevorzugten Begriffen für die Niederländische Sprache, und „Hooghduytsch“ wurde zum gängigen Ausdruck für die heutige hoch-deutsche Standardsprache. So wurde „Duytsch“ (oder „Hooghduytsch“) erst im Jahr 1599 zum ersten Mal spezifisch als Bezeichnung für (Hoch-)Deutsch benutzt, statt für Niederländisch oder ähnliche deutsche Dialekte des Kontinuums im Allgemeinen. Zunächst behielt das Wort „Duytsch“ seine Doppeldeutigkeit, aber nach 1650 entwickelte sich „Duytsch“ immer mehr zu einer Kurzform für das Hochdeutsche und die niedersächsischen Dialekte. Der Prozess wurde wahrscheinlich durch die Anwesenheit vieler deutscher Wanderarbeiter (Hollandgänger) und Söldner in der Republik der Vereinigten Niederlande und durch den schon seit Jahrhunderten zunehmenden Gebrauch der Bezeichnungen „Nederlandsch“ und „Nederduytsch“ gegenüber „Duytsch“ beschleunigt.
Obwohl „Nederduytsch“ im 17. Jahrhundert die Verwendung von Nederlandsch kurz übertraf, blieb es für die allgemeine Bevölkerung größtenteils ein offiziöser, literarischer und wissenschaftlicher Begriff und begann ab 1700 in den schriftlichen Quellen an Boden zu verlieren. Die Proklamation des Königreichs der Vereinigten Niederlande im Jahr 1815, bei der nachdrücklich festgelegt wurde, dass die Amtssprache des Königreichs Nederlandsch hieß, und die Staatskirche zu Nederlandsch Hervormde Kerk umbenannt wurde, bewirkte einen enormen Rückgang des bereits abgeebbten Gebrauchs des Wortes. Mit dem Verschwinden des Begriffs Nederduytsch verblieb Nederlandsch (belegt seit dem 15. Jahrhundert) als einzige Eigenbezeichnung der niederländischen Sprache, die vor allem aus den holländischen und brabantischen Mundarten des Niederfränkischen entstand.
Im späten 19. Jahrhundert wurde Nederduits als Rückentlehnung aus dem Deutschen wieder in die niederländische Sprache aufgenommen, als einflussreiche Linguisten wie die Brüder Grimm und Georg Wenker in der im Entstehen begriffenen Germanistik diesen Begriff benutzten, um alle germanischen Sprachen zu bezeichnen, die nicht an der Zweiten Lautverschiebung teilnahmen. Anfangs bestand diese Gruppe aus Niederländisch, Englisch, Niederdeutsch und Friesisch, aber innerhalb der heutigen niederländischen Sprache und Sprachwissenschaft wird dieser Begriff nur noch für die niederdeutschen Varietäten in Deutschland und im Nordosten der Niederlande (Nedersaksisch) benutzt, da das Niederfränkische nicht zum Niederdeutschen gehört. Der Ausdruck Diets wurde im 19. Jahrhundert ebenfalls wieder gebräuchlich als poetische Bezeichnung für die mittelniederländische (mittelniederfränkische) Sprache. Daneben wird Diets im heutigen Niederländischen meist nur noch von flämisch-niederländischen irredentistischen Gruppierungen benutzt.

### Bezeichnungen des Niederländischen in anderen Sprachen
Im Deutschen wird die niederländische Sprache umgangssprachlich manchmal „Holländisch“ genannt. Beim Holländischen im eigentlichen Sinne handelt es sich um einen Dialekt, der im Westen der Niederlande in der (historischen) Region Holland gesprochen wird. Diese informelle Sprachbezeichnung ist in vielen europäischen Sprachen, wie Französisch, Spanisch, Italienisch, Portugiesisch, Dänisch und Polnisch, bekannt und in einigen, vor allem ostasiatischen Sprachen wie Indonesisch, Japanisch und Chinesisch, ist auch der offizielle Name des Niederländischen von „Holland“ abgeleitet.
Im Englischen und Scots hat die Bezeichnung der niederländischen Sprache („Dutch“) ihren Ursprung im Wort „dietsc/duutsc“.

## Herkunft und Entwicklung

### Genetische Einordnung des Niederländischen
Die niederländische Sprache gilt als direkte Fortsetzung der altfränkischen Sprache. In der historischen Linguistik wird Altfränkisch in der Regel in zwei Sprachgruppen unterteilt: Westfränkisch (etwa das Gebiet zwischen Loire und Maas) und Ostfränkisch, mit seinem Kerngebiet vor allem entlang des Mittelrheins. In starkem Kontrast zum Westfränkischen setzte sich im ostfränkischen Bereich die zweite Lautverschiebung durch, wonach diese germanischen Varietäten sich ab dem 7. Jahrhundert zu den Vorläufern der Westmitteldeutschen Mundarten entwickelten. Da im Frühmittelalter unter den im heutigen Nordfrankreich beheimateten Westfranken ein Sprachassimilationsprozess anfing, wobei die germanisch-romanische Sprachgrenze immer weiter nach Norden rückte und Westfränkisch durch Altfranzösisch ersetzt wurde, wird die niederländische Sprache als einzige überlebende moderne Variante der Sprache der Westfranken betrachtet.
Die Abstammung des Niederländischen vom Altfränkischen sollte aber nicht als isolierte Zweige eines Baumdiagramms gesehen werden, sondern eher im Rahmen der Wellentheorie Friedrich Maurers. Innerhalb dieser Theorie werden Altfränkisch und Altniederländisch als Weiterentwicklung eines von drei sprachlichen Innovationszentren innerhalb des mitteleuropäischen germanischen Dialektkontinuums am Anfang des ersten Jahrtausends betrachtet. Diese Sprachgebiete, von Maurer in Weser-Rhein-, Elb- und Nordseegermanisch unterteilt, waren jedoch nicht voneinander getrennt, sondern beeinflussten sich wechselseitig und gingen ineinander über. Deshalb gibt es, obschon die altniederländische Sprache im Ganzen unbedingt als Fortentwicklung der Weser-Rhein-Gruppe gilt, in westlichen niederländischen Dialekten auch einige typisch Nordseegermanische Merkmale. Dieser Rahmen ähnelt der Dreier-Einteilung des Kontinentalwestgermanischen von Theodor Frings, wobei Niederländisch als „Binnengermanisch“ im Gegensatz zu „Küstengermanisch“ (Niederdeutsch, Englisch, Friesisch) und „Alpengermanisch“ (Deutsch) bezeichnet wird.
Die modernen Sprachvarietäten des Niederländischen im engeren Sinne, wozu auch die Niederrheinischen Mundarten innerhalb Deutschlands gehören, werden in der zeitgenössischen germanischen Philologie in der Regel als „niederfränkisch“ klassifiziert – ein Begriff, der auf den tief liegenden Bereich des im 19. Jahrhundert angenommenen fränkischen Siedlungsgebiets verweist.
Das niederländische Niederfränkisch und das niederländische Niedersächsisch werden fälschlich als eine gemeinsame Gruppe des Niederdeutschen dargestellt, da beide Sprachgruppen nicht an der zweiten hochdeutschen Lautverschiebung teilnahmen. 

#### Ausgliederung des Niederländischen aus dem Germanischen
Die Ausgliederung und Konstituierung des Niederländischen aus dem Germanischen kann als dreifacher sprachgeschichtlicher Vorgang verstanden werden:
1. Im 4. bis 7. Jahrhundert: zunehmende Differenzierung vom Spätgemeingermanischen über das Südgermanische zum Rhein-Weser-Germanischen.
2. Im 5. bis 8. Jahrhundert: intensive Kontakte zwischen einem Küstendialekt mit nordseegermanischen Merkmalen und den altfränkischen Dialekten des Innenraums / Frühaltniederländisch.
3. Im 8. bis 9. Jahrhundert: Assimilation dieses Küstendialekts durch die Dialekte des Innenraums / Spätaltniederländisch.

| Rhein-Wesergermanisch | Rhein-Wesergermanisch | Rhein-Wesergermanisch | Rhein-Wesergermanisch | Rhein-Wesergermanisch | Rhein-Wesergermanisch |                   |                   |                               |                               |                               |                               |                               |                               |              |              | Nordseegermanisch | Nordseegermanisch | Nordseegermanisch | Nordseegermanisch | Nordseegermanisch | Nordseegermanisch |             |             |             |             |  |  |              |              |              |              |              |              |  |  |  |  |  |  |  |  |  |  |  |  |
| Rhein-Wesergermanisch | Rhein-Wesergermanisch | Rhein-Wesergermanisch | Rhein-Wesergermanisch | Rhein-Wesergermanisch | Rhein-Wesergermanisch |                   |                   |                               |                               |                               |                               |                               |                               |              |              | Nordseegermanisch | Nordseegermanisch | Nordseegermanisch | Nordseegermanisch | Nordseegermanisch | Nordseegermanisch |             |             |             |             |  |  |              |              |              |              |              |              |  |  |  |  |  |  |  |  |  |  |  |  |
|                       |                       |                       |                       |                       |                       |                   |                   |                               |                               |                               |                               |                               |                               |              |              |                   |                   |                   |                   |                   |                   |             |             |             |             |  |  |              |              |              |              |              |              |  |  |  |  |  |  |  |  |  |  |  |  |
| Altfränkisch          | Altfränkisch          | Altfränkisch          | Altfränkisch          | Altfränkisch          | Altfränkisch          |                   |                   | (ingwäonischer) Küstendialekt | (ingwäonischer) Küstendialekt | (ingwäonischer) Küstendialekt | (ingwäonischer) Küstendialekt | (ingwäonischer) Küstendialekt | (ingwäonischer) Küstendialekt |              |              |                   |                   |                   |                   |                   |                   |             |             |             |             |  |  |              |              |              |              |              |              |  |  |  |  |  |  |  |  |  |  |  |  |
| Altfränkisch          | Altfränkisch          | Altfränkisch          | Altfränkisch          | Altfränkisch          | Altfränkisch          |                   |                   | (ingwäonischer) Küstendialekt | (ingwäonischer) Küstendialekt | (ingwäonischer) Küstendialekt | (ingwäonischer) Küstendialekt | (ingwäonischer) Küstendialekt | (ingwäonischer) Küstendialekt |              |              |                   |                   |                   |                   |                   |                   |             |             |             |             |  |  |              |              |              |              |              |              |  |  |  |  |  |  |  |  |  |  |  |  |
|                       |                       |                       |                       |                       |                       |                   |                   |                               |                               |                               |                               |                               |                               |              |              |                   |                   |                   |                   |                   |                   |             |             |             |             |  |  |              |              |              |              |              |              |  |  |  |  |  |  |  |  |  |  |  |  |
|                       |                       |                       |                       | Altniederländisch     | Altniederländisch     | Altniederländisch | Altniederländisch | Altniederländisch             | Altniederländisch             |                               |                               | Altfriesisch                  | Altfriesisch                  | Altfriesisch | Altfriesisch | Altfriesisch      | Altfriesisch      |                   |                   | Altenglisch       | Altenglisch       | Altenglisch | Altenglisch | Altenglisch | Altenglisch |  |  | Altsächsisch | Altsächsisch | Altsächsisch | Altsächsisch | Altsächsisch | Altsächsisch |  |  |  |  |  |  |  |  |  |  |  |  |

#### Sprachliche Distanz zu anderen germanischen Sprachen
Die Westfriesische Sprache und Afrikaans sind dem Niederländischen am ähnlichsten. Das aus dem Neuniederländischen hervorgegangene Afrikaans ist, in Bezug auf die Orthographie und das Verständnis von individuell ausgesprochenen Wörtern, die am engsten verwandte Sprache. Was die Verständlichkeit längerer gesprochener Texte angeht, ist es für Niederländischsprachige jedoch leichter westfriesisch zu verstehen als Afrikaans. Der Grund dieser engen Verwandtschaft ist, dass Friesisch und Niederländisch seit Jahrhunderten in engem Sprachkontakt zueinander stehen, wodurch der moderne friesische Wortschatz sehr viele niederländische Lehnwörter enthält.
Auch die englische, die niederdeutsche und die deutsche Sprache sind als westgermanische Sprachen mit dem Niederländischen verwandt. In Bezug auf die deutsch-niederländische Sprachverwandtschaft ist die gegenseitige Verständlichkeit beschränkt und vor allem in der Schriftsprache vorhanden. Wenn die gesprochenen Sprachen verglichen werden, zeigen die meisten Studien, dass Niederländischsprachige Deutsch besser verstehen können als umgekehrt. Ob diese Asymmetrie linguistische Gründe hat oder darauf zurückzuführen ist, dass eine erhebliche Anzahl der Niederländischsprachigen in den Sekundarschulen Deutsch (und/oder Englisch) als Fremdsprache erlernt, ist unklar, da auch Studien mit deutschen und niederländischen Kindern ohne Fremdsprachenkenntnisse zeigten, dass die deutschen Kinder weniger niederländische Wörter verstanden als umgekehrt. Bei der gegenseitigen Verständlichkeit gibt es auch große Unterschiede zwischen verwandten und unverwandten Wörtern. In fast allen Studien um gegenseitige Verständlichkeit werden die deutsche und die niederländische Standardsprache verglichen. Die gegenseitige Verständlichkeit zwischen Standarddeutsch und niederländischen Mundarten (oder Standardniederländisch und deutschen Mundarten) ist im Allgemeinen zu vernachlässigen.
Die im Vergleich zu Niederländisch und Deutsch erhöhte gegenseitige Verständlichkeit zwischen Niederländisch und Niederdeutsch wird manchmal als erwiesen angenommen, da beide Sprachgruppen nicht an der Zweiten Lautverschiebung teilnahmen. Die Forschung zeigt aber, dass Standarddeutsch für die Niederländischsprachigen besser zu verstehen ist als Niederdeutsch. Im direkten Grenzgebiet könnten die Niederländer die Niederdeutschsprachigen zwar etwas besser verstehen, aber noch immer verstanden sie Standarddeutsch besser als Niederdeutsch.

#### Historische Perzeption des Niederländischen in der Germanistik
Die deutsche Perzeption der niederländischen Sprache war seit dem späten 18. Jahrhundert bis Anfang des 20. Jahrhunderts vorwiegend von einer ablehnenden Haltung gegenüber allem Niederländischen bestimmt. Vom Blickwinkel der frühen deutschen Germanistik aus wurde Niederländisch einseitig als sich „Randlage“ befindlich, als die Sprache eines „Restgebiets“ betrachtet. Zusätzlich entstand in der deutschen Germanistik von den Anfangsphasen der Germanistik bis in die 1970er Jahre ein Namenmythos mit der häufigen Verwendung von „Deutsch“ im Sinne von „Kontinentalwestgermanisch“. Dabei wurde das alte Konglomerat von Dialekten, aus denen sich die zwei modernen Kultursprachen Deutsch und Niederländisch entwickelt haben, die heute die Fortsetzungen dieser Mundarten überdachen, mit der erstgenannten und wichtigeren dieser beiden Sprachen gleichgesetzt. Dieser unklare Sprachgebrauch hat dem Ansehen des Niederländischen im deutschen Sprachgebiet geschadet: Die Auffassung, das Niederländische sei „eine Art Deutsch“, bzw. es sei früher ein Teil des Deutschen gewesen oder es sei irgendwie aus dem Deutschen entstanden, trifft man im populären Diskurs, dank des Namenmythos und häufigen Nachdrucks veralteter Handbücher, im deutschen Sprachraum deshalb auch heute noch sporadisch an.

### Geschichte

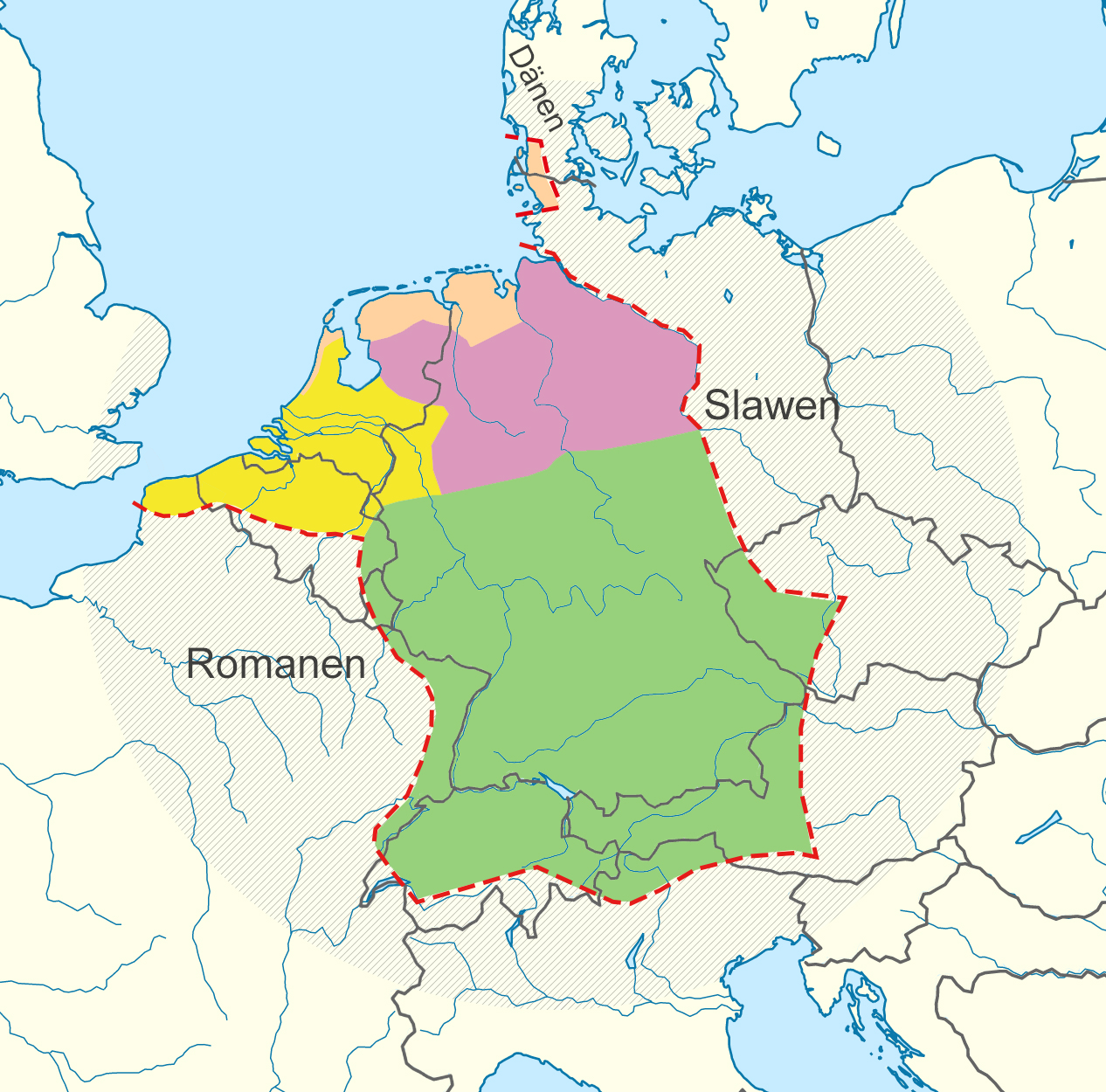
Der westgermanische Sprachraum (ohne Altenglisch) im Frühmittelalter.
Legende:
Altniederländische Varietäten
Althochdeutsche Varietäten
Altfriesische Varietäten
Altsächsische Varietäten
Markierung des kontinentalwestgermanischen Dialektkontinuums

Die Sprachgeschichte des Niederländischen wird häufig in folgende Phasen unterteilt:
- Altniederländisch (ca. 400–1150)
  - Frühaltniederländisch (ca. 400–900[44])
  - Spätaltniederländisch (ca. 900–1150[44])
- Mittelniederländisch (ca. 1150–1500)
  - Frühmittelniederländisch (ca. 1150–1300[45])
  - Spätmittelniederländisch (ca. 1300–1500[45])
- Neuniederländisch (1650–)
  - Frühneuniederländisch (ca. 1500–1650[46])

#### Altniederländisch
Als altniederländische Sprache bezeichnet man die älteste bekannte Sprachstufe des Niederländischen. Sie wurde etwa von 400 bis 1150 gesprochen und ist nur bruchstückhaft überliefert. Gleich ihrer Nachfolgerin, der mittelniederländischen Sprache, war sie keine Standardsprache im eigentlichen Sinn. In der Literatur werden die Begriffe „Altniederländisch“ und „Altfränkisch“ manchmal synonym verwendet; aber es ist üblicher und genauer, erst ab dem 6. Jahrhundert von Altniederländisch zu reden, da sich Altfränkisch in dieser Zeit in eine verschobene und eine unverschobene Variante teilte. Die Unterkategorie „Altwestfränkisch“ ist jedoch weitgehend gleichbedeutend mit dem Altniederländischen, da es keine verschobene Form des Westfränkischen gibt.
Das Gebiet, in dem das Altniederländische gesprochen wurde, ist nicht identisch mit dem heutigen niederländischen Sprachgebiet: Im Raum Groningen und in Friesland sowie an der holländischen Küste wurden Friesisch und verwandte nordseegermanische („ingwäonische“) Dialekte gesprochen. Im Osten der heutigen Niederlande (Achterhoek, Overijssel, Drenthe) wurden altsächsische Dialekte gesprochen. Im Süden und Südosten war das damalige altniederländische Sprachgebiet etwas größer als heute das neuniederländische: Französisch-Flandern und ein Teil der Gegend zwischen der Provinz Limburg und dem Rhein gehörten damals zum niederländischen Sprachgebiet.
Im Altniederländischen fanden im 8. Jahrhundert einige Lautveränderungen statt, die sich in den anderen westgermanischen Sprachen nicht durchgesetzt haben. Die wichtigsten Änderungen sind in der Tabelle dargestellt:
| Altniederländische Sprachentwicklung                                       | Niederländisches Sprachbeispiel | Entsprechung in anderen westgermanischen Sprachen                                | Anmerkung                 |
| -------------------------------------------------------------------------- | ------------------------------- | -------------------------------------------------------------------------------- | ------------------------- |
| Die Konsonantenverbindung -ft änderte sich im Altniederländischen zu -cht. | stichten de lucht (op)lichten   | stiften (deutsch) die Luft (deutsch), de loft (westfriesisch) to lift (englisch) | Kognat, keine Übersetzung |
| Der Cluster -ol/-al +d/t wurde zu -ou + d/t.                               | koud                            | kalt (deutsch), cold (englisch), kâld (westfriesisch), kolt (niederdeutsch)      |                           |
| Die Verlängerung kurzer Vokale zu offenen, betonten Silben im Plural.      | dag, dagen [dɑɣ], [daːɣən]      | Tag, Tage (deutsch) [ˈtaːk], [ˈtaːɡə]                                            |                           |
| Bewahrung des stimmhaften velaren Frikativs aus dem Urgermanischen.        | eigen, [ɛɪɣən]                  | *aiganaz, [ɑi̯.ɣɑ.nɑ̃] (urgermanisch) eigen, [aɪɡɛn] (deutsch)                     |                           |

Folgendes Beispiel zeigt, anhand eines altniederländischen Textes und einer mittelniederländischen Rekonstruktion, die Entwicklung der niederländischen Sprache:
| Sprachstufe          | Satz | Anmerkung |
| -------------------- | --- | --- |
| Altniederländisch    | Irlôsin sol an frithe sêla mîna fan thēn thīa genācont mi mi, wanda under managon he was mit mi.                     | Der Originaltext aus den Wachtendonckschen Psalmen (54.19) des 9. oder 10. Jahrhunderts.                                                            |
| Altniederländisch    | Mîna sêla [inde] fan thên thia mi ginâcont sol an frithe irlôsin, wanda under managon was he mit mi.                 | Der Originaltext wurde teilweise anhand lateinischer Syntax aufgestellt und wird hier mit einem (rekonstruierten) germanischen Satzbau dargestellt. |
| Mittelniederländisch | Erlosen sal [hi] an vrede siele mine van dien die genaken mi, want onder menegen hi was met mi.                      | Wörtliche Rekonstruktion des Originaltextes im Mittelniederländischen des 13. / 14. Jh.                                                             |
| Mittelniederländisch | Hi sal an vrede mine siele [ende] van dien die mi genaken erlosen, want onder menegen was hi met mi.                 | Übersetzung mit mittelniederländischer Syntax. |
| Neuniederländisch    | Hij zal in vrede mijn ziel en van hen/die die mij genaken verlossen, want onder menigen was hij met mij.             | Neuniederländische Übersetzung des altniederländischen Textes.                                                                                      |
| Deutsche Übersetzung | Er wird meine Seele und deren mir (d. h. meiner Seele) nähern in Frieden erlösen, weil unter manchen war er mit mir. | |

#### Mittelniederländisch

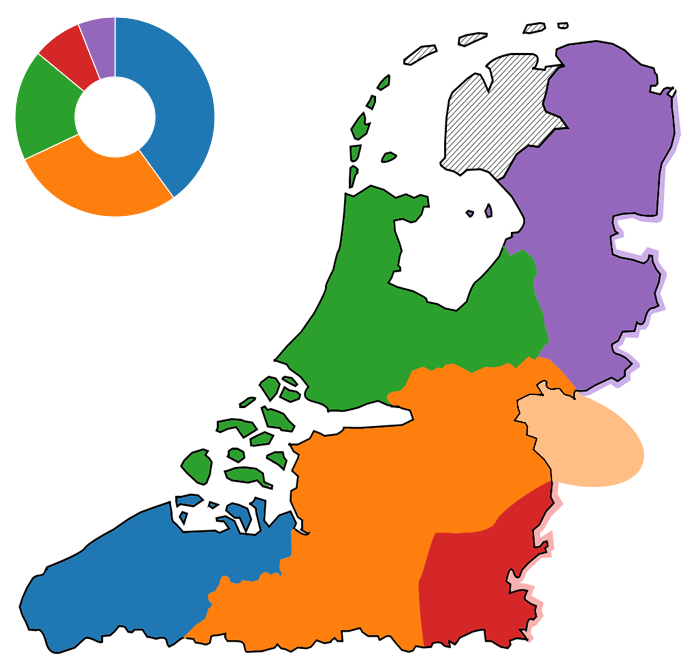
Karte mit den fünf Hauptdialekten des Mittelniederländischen. Das Kreisdiagramm zeigt die relative Verteilung der Sprecher innerhalb der mittelniederländischen Sprache um 1450.
Legende:
Flämisch
Brabantisch
Holländisch-Seeländisch
Limburgisch
Ostniederländisch

Obwohl im Mittelniederländischen viel mehr Manuskripte erschienen sind als im Altniederländischen und dies die Begrenzung in der Zeit festlegt, ist der Unterschied zwischen den beiden Sprachen vor allem sprachlich definiert. In Bezug auf die Grammatik nimmt das Mittelniederländische quasi eine Mittelstellung zwischen dem stark flektierenden Altniederländischen und dem mehr analytischen Neuniederländischen ein. Die Beugung der Verben ist innerhalb dieses Prozesses eine Ausnahme, da im Mittelniederländischen wesentlich mehr Verben stark oder unregelmäßig waren als im Neuniederländischen. Im Bereich der Phonetik unterscheidet sich das Mittelniederländische vom Altniederländischen durch das Abschwächen der Nebenton-Vokale. Beispielsweise wurde vogala zu vogele („Vögel“, in modernem Niederländisch: vogels). Die mittelniederländische Sprache wurde weitaus phonetisch geschrieben, wobei die Texte oft von einem bestimmten Dialekt geprägt wurden.
Das Mittelniederländische wird in fünf Hauptdialekte untergliedert: Flämisch, Brabantisch, Holländisch, Limburgisch und Ostniederländisch. Diese Dialektgruppen haben jeweils ihre eigenen Merkmale, wobei die peripheren Dialekte (Ostniederländisch und Limburgisch) auch einige typische Einflüsse des Niedersächsischen und Deutschen aufzeigen. So entwickelte das Ostniederländische sich am Anfang auf dem Fundament des Altsächsischen statt des Altniederländischen; es wurde aber dermaßen stark von der mittelniederländischen Schreibtradition geprägt, dass diese Sprachform durchaus als Mittelniederländisch mit einem ständig geringer werdenden niedersächsischen Substrat betrachtet wird. Die niedersächsischen Dialekte in der Grafschaft Bentheim und in Ostfriesland wurden ebenfalls stark vom Mittelniederländischen beeinflusst. Das Limburgische dagegen übernahm, in seiner mittelniederländischen Form, einige Merkmale der angrenzenden ripuarischen Dialekte des Deutschen, wobei vor allem der Einfluss der Stadt Köln von großer Bedeutung war. In der Niederlandistik wird diese Ausdehnung mittelfränkischer Charakteristika innerhalb des Limburgischen traditionell als „Keulse expansie“ (Kölner Expansion) bezeichnet. Um 1300 ging der ripuarische Einfluss zurück und die limburgischen Varietäten wurden hauptsächlich vom Brabantischen geprägt.
Insgesamt aber wurde das Mittelniederländische dominiert von den flämischen, brabantischen und holländischen Dialekten, deren Sprecher etwa 85–90 % der Gesamtzahl bildeten. Südniederländische Städte wie Brügge, Gent und Antwerpen entwickelten sich im Hochmittelalter zu Handelsmetropolen. In diesem hochurbanisierten Gebiet entwickelte sich aus den südwestlichen flämischen und brabantischen Mundarten eine Ausgleichssprache. Das literarische Mittelniederländisch des 13. Jahrhunderts ist überwiegend von dieser Ausgleichssprache geprägt, wobei flämische Merkmale am stärksten vertreten sind. Dies hatte seinen Grund in dem starken Einfluss, den der Flame Jacob van Maerlant auf die Literatur seiner Zeit ausübte. Im 14. Jahrhundert verschob sich die sprachliche Grundlage des literarischen Mittelniederländisch nach Brabant und diese tonangebende Rolle des Brabantischen verstärkte sich im 15. Jahrhundert. Diese Verschiebung der sprachlichen Grundlage führte zu Sprachvermischung und zum Entstehen einer Sprache, die interregional verwendbar war.
Bedeutende Werke der mittelniederländischen Literatur sind:
- Van den vos Reynaerde, ein Tierepos in Versen, das von einem schlauen Fuchs erzählt.
- Das Roelantslied, eine mittelniederländische Bearbeitung des altfranzösischen Versepos über das heldenhafte Ende des fränkischen Hruotlands.
- Die Brabantsche Yeesten, eine ab der ersten Hälfte des 14. Jahrhunderts entstandene Reimchronik mit mehr als 46.000 Versen.
- Karel ende Elegast, ein höfischer Roman über Karl den Großen und Elegast
- Der naturen bloeme, die erste Naturenzyklopädie in niederländischer Sprache, nach dem lateinischen Vorbild von De natura rerum von Thomas von Cantimpré.

#### Neuniederländisch
Als Neuniederländisch bezeichnet man aus sprachhistorischer Sicht die jüngste Ausprägung des Niederländischen. Sie wird seit etwa 1500 gesprochen und stellt die Basis der niederländischen Standardsprache dar.
Typische Merkmale des Neuniederländischen im Vergleich zum Mittelniederländischen sind:
- Weitgehende Deflexion, insbesondere die Abschwächung des Kasussystems. Während das Mittelniederländische eine hochflektierende Sprache ist, werden im Neuniederländischen stattdessen immer mehr Präpositionen benutzt.
- Die doppelte Verneinung verschwindet aus der Schriftsprache, obwohl sie in verschiedenen Dialekten des Niederländischen und des Afrikaans bis heute existiert.
- Eine Lautverschiebung im Bereich der Diphthonge [ie] und [y], die danach als [ai] und [oi] ausgesprochen wurden. Vergleich mnl: „wief“ und „tuun“ mit nnl: „wijf“ und „tuin“.
- Die Entstehung einer überregionalen Schriftsprache auf den Grundlagen des brabantischen Dialekts, und, ab dem 17. Jahrhundert, auch mit holländischen Einflüssen.

### Entstehung der Standardsprache
Obschon sich schon im Mittelniederländischen bestimmte regionale Schreibpräferenzen zeigen lassen, kannte die mittelniederländische Schriftsprache noch keine festgelegten Rechtschreibregeln oder feste Grammatik. Die Wörter wurden phonetisch buchstabiert und deshalb sind mittelniederländische Texte meistens stark vom Dialekt des Autors geprägt. Mit dem Entstehen des Buchdrucks in der Mitte des 15. Jahrhunderts, durch den ein großes Publikum erreicht werden konnte, entstand mehr Einheitlichkeit in der Rechtschreibung des Niederländischen.
Im Jahr 1550 publizierte der Genter Drucker und Lehrer Joos Lambrecht die erste bekannte Rechtschreibungsabhandlung (Nederlandsche spellynghe, „Niederländische Rechtschreibung“), in der er eine sowohl auf der Aussprache als auch auf morphologischen Prinzipien basierende Standardrechtschreibung vorschlug. 1584 formulierte Hendrik Laurenszoon Spiegel eine Reihe von veröffentlichten Rechtschreibregeln zur Vereinheitlichung und Beibehaltung der Tradition, die, unter dem Namen Twe-spraack, lange als wichtigste Grammatik der Vereinigten Niederlande galten. Die Bibelübersetzung Statenvertaling von 1618 hätte wegen ihres weit verbreiteten Gebrauchs im bürgerlichen Unterricht die niederländische Rechtschreibung im frühen 17. Jahrhundert weitgehend standardisieren können. Die Übersetzer waren sich aber untereinander nicht immer einig und ließen manchmal verschiedene Rechtschreibungen desselben Wortes zu und auch Gleichförmigkeit spielte kaum eine Rolle, wodurch die Bibelübersetzung nur eine geringe Auswirkung auf die Standardisierung der Sprache hatte.

#### Kodifizierung der Standardsprache

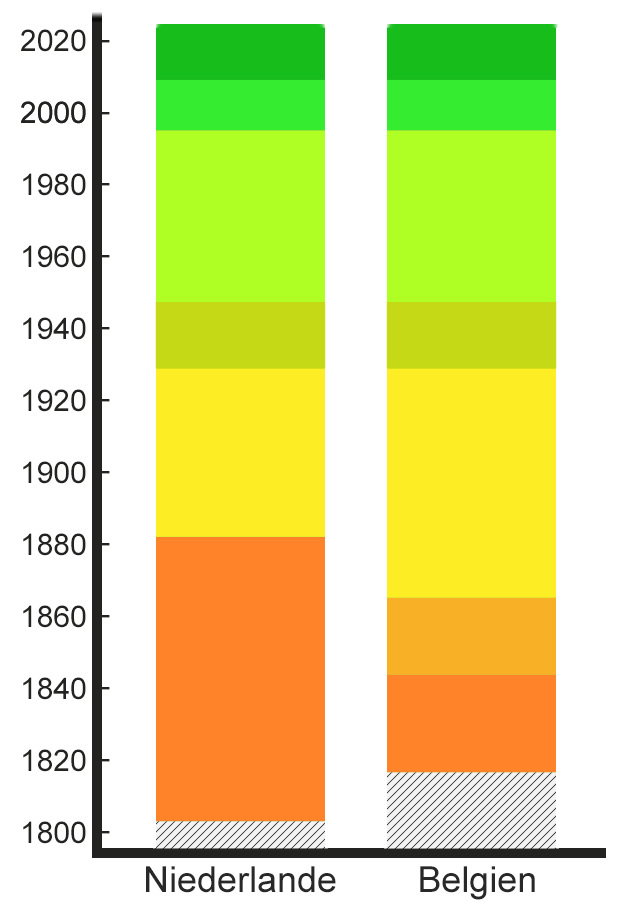
Geschichte der niederländischen Rechtschreibung
Legende:
Rechtschreibung von Siegenbeek (1804)
Rechtschreibung von Willems (1844)
Rechtschreibung von De Vries und Te Winkel (1863)
Rechtschreibreform von Marchant (1934)
Belgisch-Niederländische Rechtschreibreform (1947)
1. Rechtschreibreform der Taalunie (1996)
2. Rechtschreibreform der Taalunie (2006)

Die erste offizielle Regelung der Rechtschreibung in den Niederlanden datiert auf das Jahr 1804. Nach der Ausrufung der Batavischen Republik sah man eine Gelegenheit, um zu einer einheitlichen Rechtschreibung und Grammatik zu kommen. Der Leidener Sprachwissenschaftler Matthijs Siegenbeek wurde 1801 vom niederländischen Bildungsministerium beauftragt, eine einheitliche Rechtschreibung zu verfassen.
Bei der Gründung des Königreichs Belgien im Jahr 1830 wurde die Rechtschreibung Siegenbeeks als „protestantisch“ abgewiesen, infolgedessen wurde 1844 in Belgien die Rechtschreibung von Jan Frans Willems eingeführt. 1863 erschien die von den Autoren des historisch-sprachwissenschaftlichen Woordenboek der Nederlandsche Taal entworfene Rechtschreibung von De Vries und Te Winkel. Diese Rechtschreibabhandlung wurde 1864 in Belgien und 1883 in den Niederlanden eingeführt; sie gilt als Grundlage der heutigen niederländischen Rechtschreibung.
Standardniederländisch ist keine Aufzeichnung eines bestimmten niederländischen Dialekts, sondern eine über Jahrhunderte kultivierte Mischform aus größtenteils flämischen, brabantischen und holländischen Großdialekten. Vor dem Aufkommen der Massenbildung und allgemeinen Schulbildung in den Niederlanden und Flandern war Standardniederländisch in den meisten Gesellschaftsschichten vor allem eine Schriftsprache. Eine einheitlich kodifizierte Ausspracheregelung für die niederländische Schriftsprache, wie etwa die Received Pronunciation im Englischen oder das historische Bühnendeutsch im Deutschen, existiert nicht. Die niederländische Standardsprache ist damit zwar eine monozentrische Sprache in Bezug auf die Orthographie mit nur einer offiziellen Rechtschreibung in allen niederländischsprachigen Ländern, aber Aussprache und Wortwahl sind ziemlich unterschiedlich. Dabei handelt es sich nicht nur um Unterschiede zwischen dem Belgischen Standardniederländisch und Standardniederländischen in den Niederlanden, sondern auch auf regionaler Ebene.

## Verbreitung und rechtlicher Status

### Niederländisch als Amts- und Muttersprache
Gegenwärtig sprechen etwa 21 Millionen Menschen eine Variante des Niederländischen. In Europa ist Niederländisch in Belgien und den Niederlanden Amtssprache. Darüber hinaus sprechen zahlreiche Einwohner des französischen Departements Nord einen niederländischen Dialekt.
Die Niederlande und Belgien schufen am 9. September 1980 die sogenannte Niederländische Sprachunion (Nederlandse Taalunie). Diese soll gewährleisten, dass eine gemeinsame Rechtschreibung und Grammatik fortbesteht und die Sprache gepflegt wird. Selbstverständlich gibt es regionale Unterschiede zwischen der niederländischen und der belgischen Variante der Standardsprache.

#### Niederlande
In den Niederlanden sprechen etwa 17 Millionen Menschen Niederländisch als Erst- oder Zweitsprache.
Das Grundgesetz der Niederlande enthält keine Bestimmungen über den Sprachgebrauch in den Niederlanden und im Text wird das Niederländische nicht erwähnt. 1815 machte König Wilhelm I. zwar Niederländisch per Erlass zur einzigen offiziellen Sprache des ganzen Reiches. 1829 wurde dieser Erlass zurückgezogen und ein Jahr später wurde Niederländisch zur Amtssprache für die Provinzen Nordbrabant, Gelderland, Holland, Zeeland, Utrecht, Friesland, Overijssel, Groningen und Drenthe, während Französisch als Amtssprache für die Provinzen Limburg, Ost- und Westflandern und Antwerpen und die Verwaltungsbezirke Leuven und Brüssel zugelassen wurde. Nach der Belgischen Revolution wurde Niederländisch auch im niederländischen Teil der Provinz Limburg die Amtssprache. Erst 1995 wurde durch eine Änderung des Allgemeinen Verwaltungsgesetzes der Status des Niederländischen als Amtssprache gesetzlich bestätigt:

#### Belgien
In Belgien ist mehr als die Hälfte der Bevölkerung (über fünf Millionen) niederländischsprachig.
Die Sprachgesetzgebung regelt den Gebrauch der drei offiziellen Landessprachen Niederländisch, Französisch und Deutsch im belgischen öffentlichen Leben. Während Artikel 30 der Verfassung des Königreichs Belgien für Privatpersonen einen freien Gebrauch der Sprachen vorsieht, müssen die öffentlichen Dienste des Staates eine Reihe von Regeln beachten, die sowohl den Sprachengebrauch innerhalb der Dienste als auch zwischen den verschiedenen Diensten und gegenüber dem Bürger betreffen. Insbesondere richten sich Sprachgesetze an die Gesetzgeber, die Verwaltungen, die Gerichte, die Streitkräfte und das Personal des Unterrichtswesens in Belgien.
Die belgische Sprachgesetzgebung ist eine der Folgen des flämisch-wallonischen Konflikts, der seit den Anfängen der Flämischen Bewegung in der Mitte des 19. Jahrhunderts zwischen den niederländischsprachigen Flamen im Norden Belgiens und den französischsprachigen Wallonen im Süden entstand. Das Ziel dieser Gesetze war eine allmähliche Gleichberechtigung der niederländischen und der französischen Sprache.

#### Suriname
Niederländisch ist die offizielle Sprache der Republik Suriname. Suriname hat ungefähr 400.000 niederländischsprachige Einwohner und etwa 100.000 Surinamer beherrschen Niederländisch als zweite Sprache. Das in Suriname gesprochene Niederländisch kann als eigene Variante des Niederländischen betrachtet werden, da es in Wortschatz, Aussprache und Grammatik von den anderen in Suriname gesprochenen Sprachen, vor allem dem Sranan Tongo, beeinflusst wurde.
Seit dem 12. Dezember 2003 ist auch Suriname Mitglied der 1980 von den Niederlanden und Belgien geschaffenen Nederlandse Taalunie.

#### Karibische Inseln
In den besonderen karibischen Gemeinden der Niederlande Bonaire, Sint Eustatius und Saba sowie den autonomen Ländern Aruba, Curaçao und Sint Maarten ist Niederländisch die Amtssprache. Jedoch spricht nur eine Minderheit der Einwohner Niederländisch als Muttersprache. Auf Aruba, Bonaire und Curaçao gilt Niederländisch als Verkehrssprache im geschäftlichen und formellen Bereich, während Niederländisch auf Saba, Sint Eustasius und Sint Maarten vor allem eine Unterrichts- und Zweitsprache der Bevölkerung ist.

### Niederländisch als ehemalige Amtssprache

#### Südafrika und Südwestafrika
Zwischen 1910 und 1983 war Niederländisch eine der Amtssprachen der Südafrikanischen Union und der Südafrikanischen Republik sowie ab 1915 auch Südwestafrikas (heute: Namibia), wo südafrikanisches Recht galt. 1961 wurde gesetzlich festgelegt, dass die Begriffe „Niederländisch“ und „Afrikaans“ als Synonyme im Sinne der südafrikanischen Verfassung zu betrachten seien. Seit 1994 ist Afrikaans eine der elf Amtssprachen Südafrikas und seit der Unabhängigkeit 1990 ist Englisch die einzige Amtssprache Namibias.

#### Niederländisch-Indien
In scharfem Kontrast zur Sprachpolitik in Suriname und der Karibik gab es im heutigen Indonesien keinen Versuch der Kolonialregierung, das Niederländische als Kultursprache zu etablieren: Die untere Staffel der niederländischen Kolonialbeamten sprach Malaysisch mit den lokalen Machthabern und der allgemeinen Bevölkerung. Die niederländische Sprache wurde stark mit der europäischen Elite und Indoeuropäern (Nachfahren von Niederländern und einheimischen Frauen) identifiziert und wurde erst am Ende des 19. Jahrhunderts in Kolonialschulen für die oberen Schichten der einheimischen Bevölkerung unterrichtet. So sprach Achmed Sukarno, der erste Präsident von Indonesien und ehemaliger Schüler an einer dieser Staatsschulen, fließend Niederländisch. 1949 wurde Niederländisch nicht Amtssprache der neuen Republik Indonesien, blieb aber bis 1963 die Amtssprache in Westpapua.

### Niederländische Sprachgebiete ohne rechtlichen Status
Außerhalb Belgiens und der Niederlande gibt es benachbarte Gebiete, in denen niederländische Dialekte traditionell als Muttersprache gesprochen werden, jedoch nicht von der niederländischen Standardsprache überdacht werden.

#### Deutschland
Die ursprünglichen Mundarten des deutschen Niederrheins, des westlichen Ruhrgebietes sowie von Teilen des Bergischen Landes sind aus sprachtypologischer Sicht niederfränkisch oder niederländisch. Insbesondere die in Deutschland gesprochenen kleverländischen Dialekte gelten als niederländische Mundarten und wurden bis ins 19. Jahrhundert von der niederländischen Standardsprache überdacht.
Im Laufe des 19. Jahrhunderts kam es aber zu einer rigiden, aktiven Sprachpolitik der preußischen Regierung, deren Ziel die vollständige Verdrängung des Niederländischen und die Etablierung des Deutschen als alleiniger Standard- und Schriftsprache war. Dennoch wurde im Klevischen bis in die letzten Jahrzehnte des 19. Jahrhunderts in den Kirchen Niederländisch heimlich gesprochen und gelehrt, so gab es um 1900 noch 80.361 niederländischsprachige Einwohner des deutschen Kaiserreiches. Nach soziolinguistischen Kriterien können die von der deutschen Standardsprache überdachten niederfränkischen Mundarten heute jedoch nicht mehr zum Niederländischen gerechnet werden.

#### Frankreich
Im nordfranzösischen Département Nord leben ca. 80.000–120.000 Menschen, die mit der westflämischen Variante des Niederländischen (sogenanntes „Westhoek-Flämisch“) aufgewachsen sind.

### Niederländisch als Migrantensprache

#### Vereinigte Staaten
Niederländisch gehört zu den frühesten Kolonialsprachen Amerikas und wurde vom 17. bis ins 19. Jahrhundert im Hudson Valley, dem Gebiet der Kolonie Nieuw Nederland, gesprochen. So wurde die Verfassung der Vereinigten Staaten von 1787 schon im folgenden Jahr ins Niederländische übersetzt, damit sie von den niederländischsprachigen Wählern des Bundesstaats New York, einem Drittel der damaligen Bevölkerung, gelesen und ratifiziert werden konnte. In New York gibt es außerdem viele Straßennamen niederländischer Herkunft, wie Wall Street (Waal Straat) und Broadway (Brede Weg), aber auch bestimmte Viertel wurden nach niederländischen Städten genannt, wie Harlem (Haarlem), Brooklyn (Breukelen) und Flushing (Vlissingen) im New Yorker Stadtbezirk Manhattan.
Martin Van Buren, der achte Präsident der Vereinigten Staaten und mit Andrew Jackson der Begründer der modernen Demokraten, sprach Niederländisch als Muttersprache und ist damit bisher der einzige US-Präsident, für den Englisch eine Fremdsprache war.
Obwohl um 1,6 % der Amerikaner, etwa 4.500.000 Personen, niederländischer Abstammung sind, wird die niederländische Sprache nur von ungefähr 150.000 Menschen gesprochen; die meisten von ihnen sind Immigranten aus den 1950er und 1960er Jahren und ihre direkten Nachkommen.

#### Kanada
In Kanada wird Niederländisch von rund 160.000 Menschen, die dort in erster oder zweiter Generation leben, gesprochen. Dies sind vor allem Menschen (ca. 128.000), die in den 1950er und 1960er Jahren nach Kanada eingewandert sind. Sie leben hauptsächlich in städtischen Gebieten, wie Toronto, Ottawa oder Vancouver.

### Niederländisch als Rechtssprache
Im Rechtssystem Indonesiens gelten Niederländischkenntnisse im juristischen Bereich als unverzichtbar, da das indonesische Gesetzbuch hauptsächlich auf römisch-niederländischem Recht basiert. Die Gesetze sind zwar ins Indonesische übersetzt; aber die Kommentare, nach denen Richter eine Entscheidung treffen müssen, sind in der Regel nicht übersetzt worden.

### Niederländisch als Fremdsprache

#### Sprachzertifizierung
- Certificaat Nederlands als Vreemde Taal (CNaVT) – Zertifikat Niederländisch als Fremdsprache
- Nederlands als tweede taal (NT2) – Staatsexamen Niederländisch als Fremdsprache

#### Länder mit Niederländischunterricht

##### Belgien (Wallonien)
In Wallonien, dem französischsprachigen Teil Belgiens, ist Niederländisch ein Wahlfach in der Sekundarschule. Im zweisprachigen Brüssel ist Niederländisch als Fremdsprache für alle Schüler Pflichtfach. Insgesamt sprechen ungefähr 15 % der Belgier, deren Muttersprache Französisch ist, Niederländisch als Zweitsprache.

##### Deutschland
Niederländisch als Fremdsprache wird in Deutschland fast ausschließlich an Schulen in Nordrhein-Westfalen und Niedersachsen unterrichtet. Wegen der räumlichen Distanz zum Sprachgebiet wird es im übrigen Deutschland selten angeboten (einzelne Schulen in Bremen und Berlin). Als Lehrfach hat es sich an Schulen im Laufe der 1960er Jahre etabliert. In Nordrhein-Westfalen und Niedersachsen wurde Niederländisch im Schuljahr 2018/2019 als Pflicht- oder Wahlpflichtfach an verschiedenen Schulen der Sekundarstufe I unterrichtet. Insgesamt lernten rund 33.000 Schüler Niederländisch.

### Niederländischsprachige Medien
Jährlich werden zirka 21.000 niederländischsprachige Bücher veröffentlicht. Im niederländischen und belgischen Kinos erscheinen jedes Jahr ungefähr 60 niederländische Spielfilme. Die niederländischsprachigen Filme Der Anschlag, Antonias Welt und Karakter gewannen einen Oscar in der Kategorie bester fremdsprachiger Film, acht weitere wurden nominiert.

## Varietäten

### Dialekte
Im Verwendungsbereich der niederländischen Kultursprache lassen sich die gesprochenen Dialekte in die traditionellen Hauptdialektgruppen des Niederfränkischen, Niedersächsischen und Ripuarischen gliedern.
Die Dialekteinteilungen des Niederländischen aus dem frühen 19. Jahrhundert basierten primär auf der angenommenen Unterteilung der Bevölkerung in friesische, sächsische und fränkische Altstämme. Daher wurde die niederländische Sprache, zu der man damals auch das Friesische zählte, in drei „reine Sprachgruppen“ (Fränkisch, Friesisch, Sächsisch) und drei „Mischgruppen“ (Friso-Sächsisch, Franko-Sächsisch und Friso-Fränkisch) eingeteilt. Später im 19. Jahrhundert, unter großem Einfluss des deutschen Sprachwissenschaftlers Georg Wenker und seiner Wenkersätze, gab es eine lange Periode in der Isoglossen, vorzugsweise Sammlungen der Isoglossen, die auf regionaler Ebene die Gliederung der Mundarten beherrschten. In den 1960er Jahren gab es Versuche, die Dialekte auch auf soziolinguistischer Grundlage einzuteilen, wobei Dialektsprecher gefragt wurden, mit welchem Dialekt oder welcher Mundart sie ihren eigenen Dialekt am meisten identifizierten. Seit dem 21. Jahrhundert liegt der Schwerpunkt bei der Analyse großer Datenmengen im Bereich der Grammatik, der Phonologie und des Idioms durch Computermodelle, wie zum Beispiel die sogenannte Feature Frequency Method.

#### Definition nach Verwandtschaft
Nach dem Kriterium der Verwandtschaft wird Niederländisch mit Niederfränkisch gleichgesetzt und es können zwei Hauptgruppen und verschiedene Untergruppen angegeben werden:
- Westniederfränkisch (Süd-, West- und Zentralniederländisch)

- Holländisch
- Seeländisch
- Westflämisch und Französisch-Westflämisch
- Ostflämisch
- Brabantisch
- Nordlimburgisch und Kleverländisch

- Südniederfränkisch (Südostniederländisch)

- Ostlimburgisch

#### Definition nach Überdachung
Nach dem Kriterium der Überdachung sind die Dialekte niederländisch, die mit dem Niederländischen verwandt sind und die dort gesprochen werden, wo das Niederländische – und keine enger verwandte Sprache – die Kultursprache ist. Nach dieser Definition gehören auch die niedersächsischen Dialekte (wie Gronings und Twents) im Nordosten der Niederlande zu den niederländischen Dialekten, sowie die ripuarischen Varietäten, die in einem kleinen Gebiet um Kerkrade, im äußersten Südosten der Niederlande, gesprochen werden. Die Einschränkung „keine enger verwandte Sprache“ in diesem Kriterium ist nötig, um die friesischen und die niederländischen Dialekte auseinanderzuhalten, da in der Provinz Friesland sowohl Standardniederländisch als auch Standardwestfriesisch als Kultursprachen gelten.
In der Praxis stimmt diese Definition mit der in den Niederlanden und Belgien gängigen soziolinguistischen Sicht überein, wobei alle Sprachvarietäten innerhalb des Sprachgebiets der niederländischen Standardsprache als „niederländische Dialekte“ betrachtet werden.

### Kreolsprachen auf niederländischer Grundlage

#### Lebend
Die Rechtschreibung von De Vries und Te Winkel wurde 1888 auch in der Südafrikanischen Republik eingeführt; sie stand aber häufig in größerem Abstand zur teilweise kreolisierten Umgangssprache der Afrikaner. 1875 wurde die Genootskap van Regte Afrikaners gegründet, mit dem Ziel, das auch im heutigen Namibia gesprochene Afrikaans auch als Schriftsprache zu etablieren. Die im Jahr 1891 von dem niederländischen Sprachwissenschaftler Roeland Kollewijn propagierte Rechtschreibreform mit dem Schwerpunkt auf phonetischer Rechtschreibung wurde in den Niederlanden und Belgien meistens als „zu modernistisch“ oder „entwürdigend“ empfunden. In Südafrika wurde Kollewijns Vereenvoudigde Nederlandse spelling (deutsch: vereinfachte niederländische Rechtschreibung) hingegen 1905 als offizielle Rechtschreibung der niederländischen Sprache eingeführt und diente ab 1925 als Grundlage der Rechtschreibung des Afrikaans.
Bis 1961 enthielt das Große Wörterbuch der niederländischen Sprache auch Wörter, die ihre Verbreitung nur im Südafrikanischen hatten, und zwar mit dem Zusatz „Afrikaans“ (afrikanisch).

#### Ausgestorben oder moribund
- Berbice-Niederländisch (Guyana)
- Skepi (Guyana)
- Negerholländisch (Jungferninseln und Puerto Rico)
- Petjo, (Indonesien)
- Javindo, (Indonesien)
- Ceylon Dutch (Sri Lanka)
- Mohawk Dutch (Vereinigte Staaten)
- Jersey Dutch (Vereinigte Staaten)
- Albany Dutch (Vereinigte Staaten)

## Lexikon
Das Große Wörterbuch der niederländischen Sprache (Groot woordenboek van de Nederlandse taal) enthält über 240.000 Stichwörter. Das Woordenboek der Nederlandsche Taal (deutsch Wörterbuch der Niederländischen Sprache), ein sehr umfangreiches historisch-sprachwissenschaftliches Wörterbuch mit allen dokumentierten niederländischen Wörtern seit dem 12. Jahrhundert, enthält sogar über 400.000 Stichwörter. Die Sprachdatenbank des Instituts für die niederländische Sprache, mit allen bekannten Wortformen der Gegenwartssprache, enthält um 7.000.000 Lexeme. Jedoch wird der Gesamtumfang des niederländischen Wortschatzes je nach Quelle und Zählweise auf 900.000 bis 3.000.000 Wörter, bzw. Lexeme, geschätzt.

### Fremd- und Lehnwörter im Niederländischen
Die meisten Lehnwörter im Niederländischen entstammen den romanischen Sprachen (hauptsächlich dem Französischen) und dem Latein. Eine Überprüfung des Etymologischen Wörterbuchs der niederländischen Sprache, in dem insgesamt 22.500 niederländische Lehnwörter beschrieben werden, zeigte, dass 68,8 % der Wörter einen romanischen Ursprung haben. 10,3 % wurden aus dem Englischen entlehnt, 6,2 % aus dem Deutschen. Die Benutzung der Lehnwörter in niederländischen Texten und der gesprochenen Sprache lässt sich schwierig schätzen. So bestand ein Zeitungstext aus dem NRC Handelsblad, bei dem jedes unterschiedliche Wort ein Mal gezählt wurde, zu ungefähr 30 % aus Lehnwörtern. Jedoch sind unter den 100 meistgebrauchten niederländischen Wörtern nur 15 Lehnwörter.
Außerdem sind – für eine europäische Sprache ungewöhnlich – die meisten gängigen Wörter in einigen Bereichen der Wissenschaft im Niederländischen nicht aus dem Griechischen oder Lateinischen entlehnt:
| Niederländisch | Deutsch     | Wörtliche Übersetzung |
| -------------- | ----------- | --------------------- |
| wiskunde       | Mathematik  | „Gewiss[heits]kunde“  |
| meetkunde      | Geometrie   | „Messkunde“           |
| wijsbegeerte   | Philosophie | „Weis[heits]begierde“ |
| natuurkunde    | Physik      | „Naturkunde“          |
| geneeskunde    | Medizin     | „Genes[ungs]kunde“    |
| scheikunde     | Chemie      | „Scheidekunde“        |
| godgeleerdheid | Theologie   | „Gottgelehrtheit“     |

### Niederländische Fremd- und Lehnwörter in anderen Sprachen
Viele Sprachen haben Teile ihres Wortschatzes aus dem Niederländischen entlehnt. Die niederländische Sprachwissenschaftlerin Nicoline van der Sijs listet 138 solcher Sprachen. In 14 Sprachen seien mehr als 1000 Wörter heimisch geworden. Diese sind: Indonesisch (5568), Sranantongo (2438), Papiamentu (2242), Dänisch (2237), Schwedisch (2164), (West-)Friesisch (1991), Norwegisch (1948), Englisch (1692), Französisch (1656), Russisch (1284), Javanisch (1264), Deutsch (1252) und Manado-Malaiisch (1086; eine in Manado gesprochene Kreolsprache). In der ausgestorbenen Kreolsprache Negerholländisch gab es 3597 Entlehnungen.

#### Im Deutschen
Im Verhältnis zum Gesamtvolumen aller fremdsprachlichen Lehnwörter im Textkorpus der deutschen Sprache betrug der Anteil des Niederländischen vom 12. bis zum 17. Jahrhundert zwischen 3 und 4 %. Im 18. Jahrhundert war der Anteil nur noch 1,2 % und ging im 19. Jahrhundert mit 0,4 % immer weiter zurück, sodass im 20. Jahrhundert Entlehnungen aus dem Niederländischen im Gesamtbereich aller fremdsprachlichen Lehnwörter kaum noch eine Rolle spielten. Dennoch sind bestimmte Sprachbereiche des Deutschen stark vom Niederländischen geprägt; so gibt es vor allem in der Seemannssprache viele Entlehnungen, wie zum Beispiel die Wörter Matrose, Hängematte oder Harpune, und in den Benennungen verschiedener Meerestiere, wie Kabeljau, Hai, Makrele, Pottfisch, Walross, Bückling und Garnele.
Manche deutsche Wörter, wie Tanz und Preis, sind letztendlich französisch in ihrem Ursprung; aber sie sind, besonders im Mittelalter, vom Niederländischen beeinflusst worden, bevor sie das deutsche Sprachgebiet erreichten.
Einen besonders großen Einfluss hatte die niederländische Sprache auf die ostfriesischen Dialekte, deren Wortschatz viele Lehnwörter aus dem Niederländischen enthält, und auf die niederdeutschen Dialekte im Allgemeinen.

#### Im Englischen
Der niederländische Einfluss auf das Britische Englisch ist vor allem im Bereich nautischer und wirtschaftlicher Begriffe (wie freight, keelhauling, yacht) deutlich präsent. Im amerikanischen Englisch sind niederländische Fremdwörter, dank der niederländischen Kolonialgeschichte, stärker und vielfältiger vertreten. Beispiele bekannter Wörter niederländischer Herkunft im amerikanischen Englisch sind cookie, stoop, booze, coleslaw, boss, dollar und Santa Claus.

### Im Westfriesischen
Obwohl Westfriesisch ab 1300 in den meisten Schriftquellen benutzt wurde, übernahm die Niederländische Sprache am Ende des 15. Jahrhunderts die Rolle der Schriftsprache Frieslands. Erst im 19. Jahrhundert wurde wieder versucht, eine westfriesische Kultursprache zu gestalten. Jahrhundertelang koexistierten die niederländische und westfriesische Sprache nebeneinander, wobei Niederländisch als Sprache des Staats, der Rechtspflege, der Kirche und des Unterrichts galt, während Westfriesisch vor allem innerhalb der Familie und auf dem Lande gesprochen wurde. Der Einfluss des Niederländischen auf die friesische Sprache ist hochgradig und bezieht sich nicht nur auf Entlehnungen aus dem Niederländischen, sondern auch auf grammatikalische Entwicklungen innerhalb des Friesischen.

### Sprichwörter und Metaphern

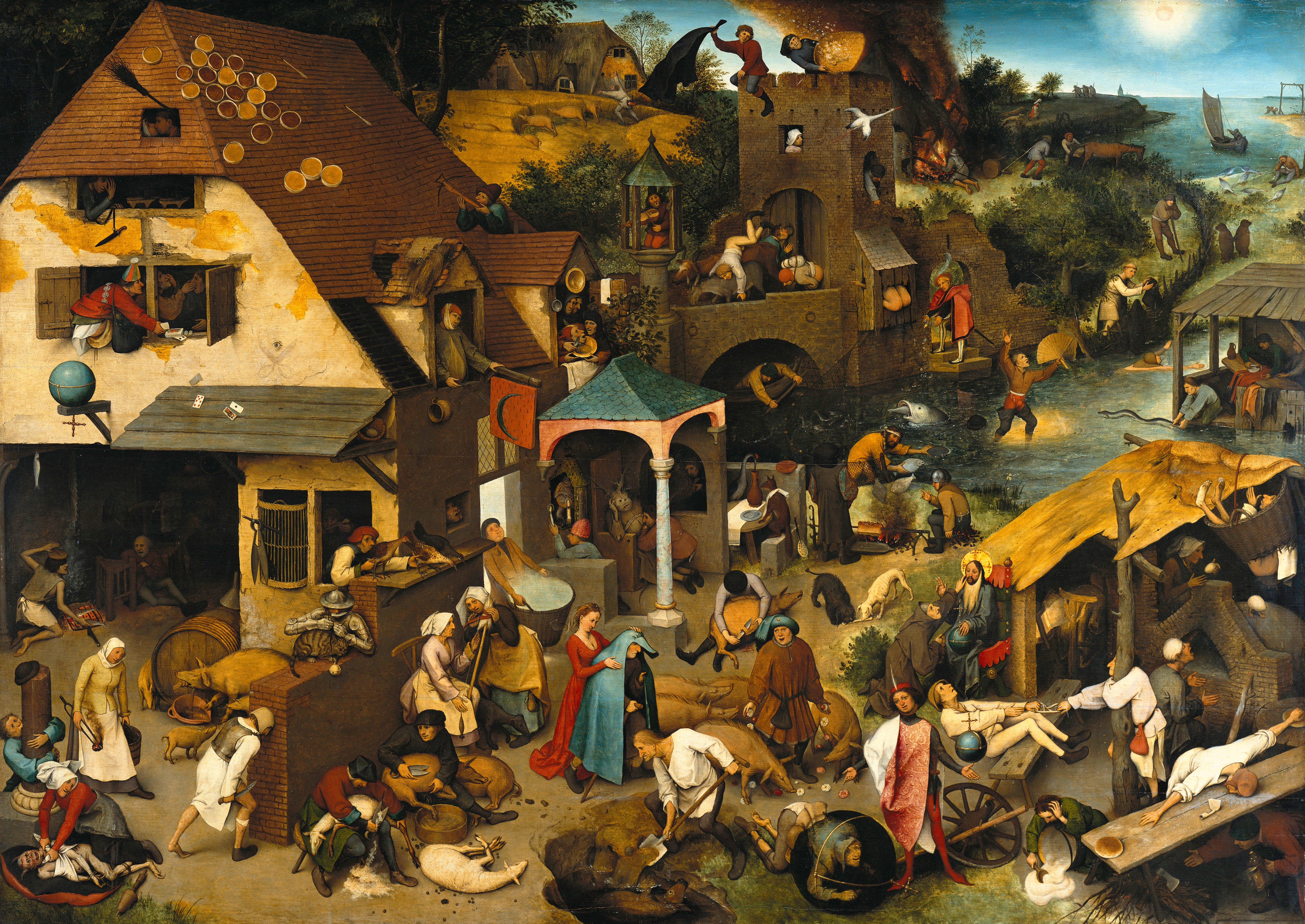
Die niederländischen Sprichwörter, gemalt von Pieter Bruegel der Ältere aus dem Jahr 1559

Die niederländische Sprache ist reich an Sprichwörtern, Redewendungen, Metaphern und Idiomen. Bekannte niederländische Sprichwörter-Lexika sind unter anderem das Spreekwoordenboek der Nederlandse taal und das Van Dale spreekwoordenboek, das letztgenannte Buch enthält rund 2500 Sprichwörter. Niederländische Sprichwörter, die der Bibel oder den Klassikern entlehnt wurden, haben oft eine deutsche Entsprechung; aber bei Idiomen aus der mittelniederländischen Literaturtradition oder der zeitgenössischen Kultursprache fehlt häufig eine eindeutige wörtliche Übersetzung. So zeigte eine Vergleichsstudie zwischen deutschen und niederländischen Priameln, einer Art Spruchdichtung, dass bei 77 erforschten niederländischen Priameln für 44 kein deutschsprachiges Äquivalent existierte. Im Vergleich zum Deutschen, Englischen oder Französischen sind idiomatische Ausdrücke im Niederländischen üblicher. Der niederländische Kulturhistoriker Johan Huizinga interpretierte die häufige Verwendung von Sprichwörtern im Niederländischen sogar als einen anachronistischen Überrest der mittelalterlichen Ausdruckskultur, die im Gegensatz zu den französischen und deutschen Kulturkreisen während der Aufklärung in geringerem Maße wegen unterstellter Weitschweifigkeit zurückgedrängt oder mit Volkstümlichkeit konnotiert wurde.

### Pejorative
Eigentümlich für niederländische Schimpfwörter ist die häufige Verwendung von Krankheiten als Beschimpfung. Neben Krankheiten basiert der pejorative Wortschatz vor allem auf Geschlechtsteilen und Sexualität. Vergleiche mit Tieren oder Fäzes sind selten. Im Niederländischen ständig als Schimpfwort benutzte Krankheiten sind u. a. kanker (Krebs), tering (Tuberkulose) und klere (Cholera), wobei diese Krankheiten oft in einer Zusammensetzung mit -lijer (Leidender) angetroffen werden. Die Wörter kut (Vagina) und lul (Penis) werden ebenfalls in vielen Kompositionen verwendet, zum Beispiel in kutweer (Sauwetter) oder kutlul (Arschloch).
Beschimpfungen in der Imperativform werden im Niederländischen mit der Präposition op (auf) gebildet:
| Niederländisch                                        | Wörtlich                                                          | Idiomatische Übersetzung |
| ----------------------------------------------------- | ----------------------------------------------------------------- | ------------------------ |
| Kanker op! Flikker op! Lazer op! Donder op! Pleur op! | „Krebs auf“ „Schwul auf“ „Lepra auf“ „Donner auf“ „Pleuritis auf“ | Verpiss dich!            |

Die oben genannte Imperative können im Niederländischen aber auch als transitive Verben benutzt werden, zum Beispiel in dem Satz „Lotte flikkerde van het podium“ (wörtlich: Lotte schwul-te von der Bühne, d. h. sie fiel), wonach die Bedeutung sich ändert, in unterschiedlich vulgären Synonymen der Verben fallen oder stürzen.

### Kognatverhältnis mit anderen westgermanischen Sprachen
Klassifizierung der falschen Freunde nach Kroschewski (2000):
| Art interlingualer Falscher Freund | Definition | Niederländisches Beispiel                                             | Übersetzung im Deutschen und in verwandten Sprachen                                                     |
| ---------------------------------- | --- | --------------------------------------------------------------------- | --- |
| Orthographisch                     | Bei Interferenzen im Bereich der Orthographie wird die Form zweier Wörter als so ähnlich wahrgenommen, dass der Lerner die abweichenden Elemente entweder nicht wahrnimmt oder sich in einer konkreten Situation nicht daran erinnert. Viele orthographische falsche Freunde stellen aber kaum Verständnisprobleme für den Sprachverarbeiter dar. | direct de vriend                                                      | deutsch: direkt englisch: the friend (der Freund)                                                       |
| Phonologisch                       | Zu diesen Falschen Freunden zählen Wörter mit Merkmalen, die im Bereich der Aussprache, durch interlinguale Ähnlichkeit der sprachlichen Zeichen, interferenzgefährdet sind, obwohl sie keine unterschiedliche Wortbedeutung enthalten. | bad / [bɑt] register / [rʏ'ɣɪstər]                                    | deutsch: Bad [ba:t] englisch: register / [ˈrɛʤɪstə]                                                     |
| Morphologisch                      | Bei morphologischen falschen Freunden gibt es formale Divergenzen, zum Beispiel bei der Pluralbildung oder Benutzung von Präfixen. | afdwingen de boot, de boten week, weken                               | deutsch: erzwingen deutsch: das Boot, die Boote englisch: week, weeks (Woche, Wochen)                   |
| Semantisch                         | Zur semantischen falschen Freunde gehören formähnliche Wörter mit stilistischen Unterschieden, zum Beispiel eine höhere oder niedrige Stilebene. | willen forceren                                                       | deutsch: „wollen“, aber auch im Sinne „mögen“, „wünschen“ englisch: to force                            |
| Halbehrlich                        | Halbehrliche falsche Freunde sind Wörter die sich teilweise überschneiden oder überlappen, aber wobei jedes Lexem in der jeweiligen Einzelsprache zusätzliche Bedeutungen hat, die das formgleiche Lexem der anderen Sprache nicht besitzt. | afstemmen kogel                                                       | deutsch: „abstimmen“, aber nicht „wählen“. deutsch: „Kugel“, aber nicht „Sphäre“                        |
| Unehrlich                          | Bei dieser Wortgruppe rekurrieren die beiden Wortbedeutungen auf völlig andere Referenten. | bellen durven de gift                                                 | deutsch: anrufen, klingeln deutsch: wagen deutsch: das Geschenk                                         |
| Syntaktisch                        | Im Fall eines syntaktischen Falschen Freunds führt die Ähnlichkeit eines Wortes bei der Konstruktion eines Satzes in der Fremdsprache dazu, dass die syntaktische Struktur der der Ausgangssprache angepasst wird. | Ik heb interesse in Ik ben vergeten                                   | deutsch: Ich habe Interesse an (nicht „in“) Ich habe vergessen (mit „haben“, statt „sein“)              |
| Idiomatisch                        | Bei idiomatischen Ausdrücken ist die Bedeutung nicht aus der Bedeutung der Einzelwörter zu verstehen. | De hond in de pot vinden                                              | deutsch: wörtlich: „Den Hund im Topf finden“, sinngem. „[nur noch] leere [Essens-] Schüsseln vorfinden“ |
| Pragmatisch                        | Bei diesem Sprachfehler mangelt es an sprachlich-kulturellem Vor- und Weltwissen, wodurch kein angemessenes Sprachhandeln entsteht. | „Lieve [X],“ als Übersetzung von „Lieber/Liebe [X],“ beim Briefanfang | „Lieve“ heißt „süße“, Lieber/Liebe wird mit „beste“ übersetzt.                                          |

## Rechtschreibung
Die niederländische Rechtschreibung ist weitgehend phonematisch. Von grundlegender Bedeutung ist im Niederländischen die Unterscheidung zwischen offenen und geschlossenen Silben, wobei die langen Vokale in offenen Silben einfach, in geschlossenen Silben doppelt geschrieben werden.

### Buchstaben
Zur Schreibung des Niederländischen wird ein lateinisches Schriftsystem benutzt. Die 26 Grundbuchstaben sind identisch mit den Buchstaben des modernen lateinischen Alphabets:
| Großbuchstabe | Kleinbuchstabe | Buchstabenname (ausgeschrieben) | Aussprache (IPA)           |
| ------------- | -------------- | ------------------------------- | -------------------------- |
| A             | a              | a                               | /a/                        |
| B             | b              | bee                             | /be/                       |
| C             | c              | cee see                         | /se/                       |
| D             | d              | dee                             | /de/                       |
| E             | e              | e                               | /e/                        |
| F             | f              | ef                              | /ɛf/                       |
| G             | g              | gee                             | /ɣe/                       |
| H             | h              | haa                             | /ha/                       |
| I             | i              | i                               | /i/                        |
| J             | j              | jee                             | /je/                       |
| K             | k              | kaa                             | /ka/                       |
| L             | l              | el                              | /ɛl/                       |
| M             | m              | em                              | /ɛm/                       |
| N             | n              | en                              | /ɛn/                       |
| O             | o              | o                               | /o/                        |
| P             | p              | pee                             | /pe/                       |
| Q             | q              | quu                             | /ky/                       |
| R             | r              | er                              | /ɛr/                       |
| S             | s              | es                              | /ɛs/                       |
| T             | t              | tee                             | /te/                       |
| U             | u              | u                               | /y/                        |
| V             | v              | vee                             | /ve/                       |
| W             | w              | wee                             | /ʋe/                       |
| X             | x              | ix                              | /ɪks/                      |
| Y             | y              | Griekse y ij i-grec             | /ˈɣriksə ɛɪ̯/ /ɛɪ̯/ /iˈɡrɛk/ |
| Z             | z              | zet                             | /zɛt/                      |

Außer den verdoppelten Vokalen und Konsonanten sind folgende Digraphen häufig: au, ou, ei, ij, ui, oe, ie, sj, sp, st, ch, ng und nk.

### Groß- und Kleinschreibung
In der niederländischen Sprache werden allgemein alle Wortarten kleingeschrieben, nur das erste Wort eines Satzes wird großgeschrieben. Ausgenommen von dieser Regel sind Namen verschiedener Art:
- Vornamen und Familiennamen.
- Geografische Bezeichnungen (Länder, Orte, Flüsse, Gebirge, Himmelskörper) und von geografischen Bezeichnungen abgeleitete Adjektive.
- Namen von Sprachen und Völkern und deren Adjektive.
- Institutionen, Marken, und Werktitel.
- Als Zeichen des Respekts.

## Phonologie

### Aussprache des Niederländischen

#### Monophthonge

Standardniederländische Monophthonge

| IPA | Wortbeispiel | Deutsche Entsprechung | Anmerkung                                                                         | Hörbeispiel (anklickbar) |
| --- | ------------ | --------------------- | --------------------------------------------------------------------------------- | ------------------------ |
| ɑ   | bad          | –                     | engl. calm (Windstille) [kʰɑːm] frz. âme (Seele) [ɑm] persisch دار (Galgen) [dɑɾ] | ▶ⓘ                       |
| ɛ   | bed          | kess                  |                                                                                   |                          |
| ɪ   | vis          | Mitte                 |                                                                                   |                          |
| ɔ   | bot          | toll                  |                                                                                   |                          |
| ʏ   | hut          | Nüsse                 |                                                                                   |                          |
| aː  | aap          | aber                  |                                                                                   |                          |
| eː  | ezel         | gehen                 |                                                                                   |                          |
| i   | diep         | Miete                 |                                                                                   |                          |
| oː  | boot         | oder                  |                                                                                   |                          |
| y   | fuut         | Güte                  |                                                                                   |                          |
| øː  | neus         | Möhre                 |                                                                                   |                          |
| u   | hoed         | –                     | frz. fou (verrückt) [fu]                                                          | ▶ⓘ                       |
| ə   | hemel        | Name                  |                                                                                   |                          |

#### Diphthonge

Standardniederländische Diphthonge

| IPA | Wortbeispiel | Anmerkung                     |
| --- | ------------ | ----------------------------- |
| ɛɪ̯  | bijt, einde  |                               |
| œʏ̯  | buit         |                               |
| ʌu  | jou, dauw    | Belgisches Niederländisch: ɔʊ̯ |
| ɔi  | hoi          |                               |
| o:ɪ̯ | dooi         |                               |
| iu  | nieuw        |                               |
| yʊ̯  | duw          |                               |
| ui  | groei        |                               |
| a:ɪ̯ | draai        |                               |
| e:ʊ̯ | sneeuw       |                               |

#### Konsonanten
| IPA | Wortbeispiel   | Deutsche Entsprechung | Anmerkung |
| --- | -------------- | --------------------- | --- |
| b   | beet           | Ball                  | |
| d   | dak            | dann                  | |
| f   | fiets          | Haft                  | |
| ɣ   | gaan           | –                     | arab. غرب (Westen) [ɣarb] span. paga (Lohn) [ˈpaɣa] neugriech. γάλα (Milch) [ˈɣala]                                                     |
| ɦ   | had            | –                     | ukrainisch гуска (Gans) [ˈɦuskɑ] Igbo áhà (Name) [áɦà]                                                                                  |
| j   | jas            | jäh                   | |
| k   | kat, cabaret   | kalt                  | Nicht aspiriert realisiert. |
| l   | land           | Latte                 | |
| m   | man            | Matte                 | |
| n   | nek            | nass                  | |
| ŋ   | eng            | Hang                  | |
| p   | pen, rib       | Pass                  | Nicht aspiriert realisiert. |
| r   | raar           | r                     | Zungenspitzen-R und Zäpfchen-R (stimmhafter uvularer Vibrant) wie im Deutschen.                                                         |
| s   | sok            | Nuss                  | |
| t   | tak, had       | alt                   | Nicht aspiriert realisiert. |
| v   | ver            | –                     | Halb-stimmhafter labiodentaler Frikativ, ein halb-stimmhaftes Mittelding zwischen [f] und [v].                                          |
| ʋ   | wang           | –                     | engl. wind (Wind) [wɪnd] frz. coin (Ecke) [kwɛ̃] poln. łódka (Boot) [ˈwutka] ital. uomo (Mann, Mensch) [ˈwɔːmo]                          |
| x   | acht           | lachen                | Deutsche Standardaussprache des -ch nach a, o, u.                                                                                       |
| z   | zon            | Sahne                 | Stimmhaftes s [z] |
| c   | tientje        | –                     | Ähnlich wie tch in Brötchen oder tj bei tja; vergleichbar mit ungarisch: tyúk [ˈcuːk] (Huhn) und dem kroatischen ć in kraljević (Prinz) |
| ɡ   | goal           | Gott                  | |
| ɲ   | oranje         | –                     | Französisch: signe [siɲ] (Zeichen) Italienisch: gnocchi [ˈɲɔkːi] (Nocken)                                                               |
| ʃ   | chef, sjabloon | schnell               | |
| ʒ   | jury           | Genie                 | |
| ʔ   | beëindig       | beachten              | Durch Verschluss der Stimmritze erzeugter Knacklaut.                                                                                    |

- Die einzelnen Silben werden durchverbunden, so dass der Glottisschlag des Niederländischen nicht durchgängig die Funktion als Grenzsignal vor Vokal im Anlaut betonter Silben übernimmt, sondern als Mittel der Emphase benutzt wird. Beispiel: ndl.: Dat doe ik [dɑ‿duʷək] – deutsch: Das mache ich [das maxə ʔɪç]

### Der niederländische Akzent in anderen Sprachen
Die niederländische Phonologie beeinflusst auch den niederländischen Akzent in anderen Sprachen.

#### Im Deutschen
In den Niederlanden und Flandern wird stark vom Niederländischen geprägtes Deutsch scherzhaft auch „steenkolenduits“ (Steinkohlendeutsch) genannt, nach Analogie des Begriffes „steenkolenengels“ (Steinkohlenenglisch), womit das Wirrwarr aus niederländischen und englischen Wörtern, Satzbau und Sprichwörtern für die Kommunikation der niederländischen Hafenarbeiter mit den britischen Besatzungen der Steinkohleboote um 1900 bezeichnet wurde.
In einer Studie aus dem Jahr 2009 wurden deutsche Muttersprachler gefragt, welche ausländischen Akzente sie als sympathisch beziehungsweise unsympathisch empfanden. In dieser Umfrage bewerteten 7 % der Befragten den niederländischen Akzent als besonders sympathisch. Im Allgemeinen kam der niederländische Akzent als ziemlich neutral aus der Umfrage heraus. Die Studie zeigte aber regionale Unterschiede in der Bewertung des niederländischen Akzents, so sei er in Norddeutschland beliebter als in Süddeutschland.
Typische Merkmale des niederländischen Akzents im Deutschen sind u. a.:
| Standarddeutsch | Niederländischer Akzent | Beispiel                      | Anmerkung                                            |
| --------------- | ----------------------- | ----------------------------- | ---------------------------------------------------- |
| [ɡ] [eː]        | [ɣ] [eːjɛ]              | [ɣeːjɛn] statt [ɡeːn̩] (gehen) | Das Dehnungs-h wird oft als [j] oder [h] realisiert. |
| [t͡s]            | [z]                     | [zaɪt] statt [t͡saɪt] (Zeit)   |                                                      |
| [uːə]           | [uːʋə]                  | [ʃuːʋə] statt [ʃuːə] (Schuhe) |                                                      |

Da im Niederländischen abgeleitete Adjektive meist direkt vor dem Suffix betont werden und in zusammengesetzten Adjektiven oft der zweite Bestandteil den Akzent hat, ist die Akzentuierung der deutschen Adjektive für Niederländischsprachige eine hartnäckige Fehlerquelle.

## Sprachbeispiel
Allgemeine Erklärung der Menschenrechte, Artikel 1:
Alle mensen worden vrij en gelijk in waardigheid en rechten geboren. Zij zijn begiftigd met verstand en geweten, en behoren zich jegens elkander in een geest van broederschap te gedragen.

Alle Menschen sind frei und gleich an Würde und Rechten geboren. Sie sind mit Vernunft und Gewissen begabt und sollen einander im Geiste der Brüderlichkeit begegnen.